# Crawforda triopsyllina
Crawforda triopsyllina är en insektsart som beskrevs av Caldwell 1940. Crawforda triopsyllina ingår i släktet Crawforda och familjen spetsbladloppor. Inga underarter finns listade i Catalogue of Life.